# پلنتیشن موبایل هوم پارک (فلوریدا)
پلنتیشن موبایل هوم پارک (به انگلیسی: Plantation Mobile Home Park) یک منطقهٔ مسکونی در ایالات متحده آمریکا است که در شهرستان پام بیچ، فلوریدا واقع شده‌است. پلنتیشن موبایل هوم پارک ۰٫۷ کیلومتر مربع مساحت و ۱٬۲۱۸ نفر جمعیت دارد و ۵ متر بالاتر از سطح دریا قرار دارد.